# بطاقة الهوية الوطنية السعودية
بطاقة الهوية الوطنية السعودية أو بطاقة الأحوال المدنية هي بطاقة التعريف الرسمية للمواطن والمواطنة السعوديين، تصدرها وزارة الداخلية السعودية عن طريق إدارة الأحوال المدنية. ويمكن أيضا أن تستخدم البطاقة للسفر داخل دول مجلس التعاون الخليجي. إصدار بطاقة الهوية إلزامي إذا بلغ المواطن والمواطنة سنَّ الخامسة عشر، واختياري للمواطنين الذكور إذا بلغوا سنَّ العاشرة إلى سن الرابعة عشر وتستمر صلاحيتها لمدة خمس سنوات إن كان صاحبها يبلغ من العمر 15 إلى 30 عاماً. وتستمر صلاحية بطاقة الهوية الوطنية لمدة 10 سنوات إن كان صاحبها يتراوح عمره من 31 عاماً إلى 50. وإذا كان عمره فوق 50 عاماً فإن صلاحيتها تستمر 20 عاماً. كما يلتزم صاحبها بحملها أثناء تنقله داخل السعودية.

## محتوى البطاقة
- الصورة الشخصية للمواطن
- تاريخ الأنتهاء.
- تاريخ ومكان الميلاد
- جهة الإصدار
- الرقم الوطني لحامل البطاقة[4]

## إصدار الهوية الوطنية للمرة الأولى
يمكن للمواطنين السعوديين إصدار واستخراج بطاقة الهوية الوطنية طالما توافرت فيهم الشروط الخاصة بإصدار البطاقات الوطنية، وذلك من خلال آلية محددة تتمثل في:
1. الدخول إلى منصة أبشر الألكترونية من خلال «أبشر للأفراد» وتسجيل الدخول بحساب أبشر.
2. الذهاب إلى قسم المواعيد واختيار أيقونة الأحوال المدنية من القائمة.
3. تعبئة جميع البيانات المطلوبة وبدقة.
4. اختيار معاملة «إصدار بطاقة أحوال جديدة».
5. تحديد اليوم والوقت المناسب لصاحب الطلب مع اختيار أقرب فرع له.
6. تأكيد موعد الحجز
7. الذهاب إلى الفرع المحدد في الوقت المختار لتقديم المستندات المطلوبة تمهيدًا لإصدار بطاقة الهوية الوطنية.

## تجديد الهوية الوطنية بأجهزة خدمة ذاتية
تسهيلاً علي المواطنين اطلقت الأحوال المدنية خدمة تجديد بطاقة الهوية الوطنية من خلال أجهزة خدمة ذاتية منتشرة في كافة مناطق السعودية، ودون الحاجة إلي مراجعة الأحوال المدنية، وتأتي هذه الخدمة في ظل التحول الرقمي الذي تشهده المملكة العربية السعودية في كافة المجالات، ويمكن لطالب هذه الخدمة اتباع الخطوات التالية:
1. التوجه إلى أقرب جهاز من أجهزة الخدمة الذاتية المنتشرة في كل مكان بالمملكة.
2. إدخال البطاقة القديمة في المكان المخصص لها في الجهاز.
3. الوقوف في المكان المخصص أمام الكاميرا الموجودة بالجهاز لالتقاط الصورة
4. يتم التحقق من بصمة الإصبع من خلال وضع الإصبع في المكان المخصص بالجهاز، مع اتباع التعليمات.
5. الانتظار لدقائق معدودة لاستلام البطاقة الجديدة.

### أحكام عامة لتجديد الهوية الوطنية
- لا يشترط لتجديد بطاقة الهوية الوطنية التحصين ضد فيرس كورونا.
- يجب ألا يمر أكثر من (180 يومًا) علي انتهاء بطاقة الهوية وإلا يتعرض المواطن للغرامة في حالة عدم التقدم لتجديد هويته، وتقدر الغرامة بـ (100 ريال)
- من حق المواطن تفويض شخص أخر لاستلام بطاقة الهوية الوطنية نيابة عنه وذلك من خلال خدمة التفويض الإلكتروني عبر منصة أبشر.
- من حق المواطن تقديم طلب لتغيير اسمه في بطاقة الهوية الوطنية متي توافرت الأسباب القوية والمقنعة للتغيير.

## الهوية الرقمية
في 24 مارس 2021 أطلقت وزارة الداخلية السعودية، بالتعاون مع الهيئة السعودية للبيانات والذكاء الاصطناعي (سدايا)، مشروع (الهوية الرقمية) عن طريق تطبيق «توكلنا»، والذي يهدف إلى رقمنة الوثائق الثبوتية الحكومية. تُعد الهوية الرقمية مطابقة للهوية الرقمية (الهوية الوطنية للسعوديين وهوية مقيم للمقيمين) في تطبيق وزارة الداخلية الإلكتروني (أبشر أفراد)، وتُعد إثباتًا رسميًّا معتمدًا للمواطنين والمقيمين لإثبات هوياتهم لدى رجال الأمن بصفتها وسيلة إثبات إلكترونية. يأتي هذا التعاون بين وزارة الداخلية وسدايا تنفيذًا لتوجيهات رئيس مجلس إدارة الهيئة السعودية للبيانات والذكاء الاصطناعي ولي العهد الأمير محمد بن سلمان آل سعود، لتعزيز التكامل بين الجهات الحكومية في إطار جهود تمكين التحول الرقمي تحقيقًا لمستهدفات رؤية 2030.